# Anthurium paradisicum
Anthurium paradisicum är en kallaväxtart som beskrevs av George Sydney Bunting. Anthurium paradisicum ingår i släktet Anthurium och familjen kallaväxter. Inga underarter finns listade.